# Anguillomyces acadiensis
Anguillomyces acadiensis är en svampart som beskrevs av Marvanová & Bärl. 2000. Anguillomyces acadiensis ingår i släktet Anguillomyces, divisionen basidiesvampar och riket svampar.   Inga underarter finns listade i Catalogue of Life.